# Westerstede
Westerstede (pronunciación en alemán: /vɛstɐˈʃteːdə/ⓘ) es una capital de distrito rural (Kreisstadt), en el Distrito de Ammerland, situada en la parte noroeste de Baja Sajonia.
- Datos: Q492360
- Multimedia: Westerstede / Q492360